# Schmalzhof (Vetzan)

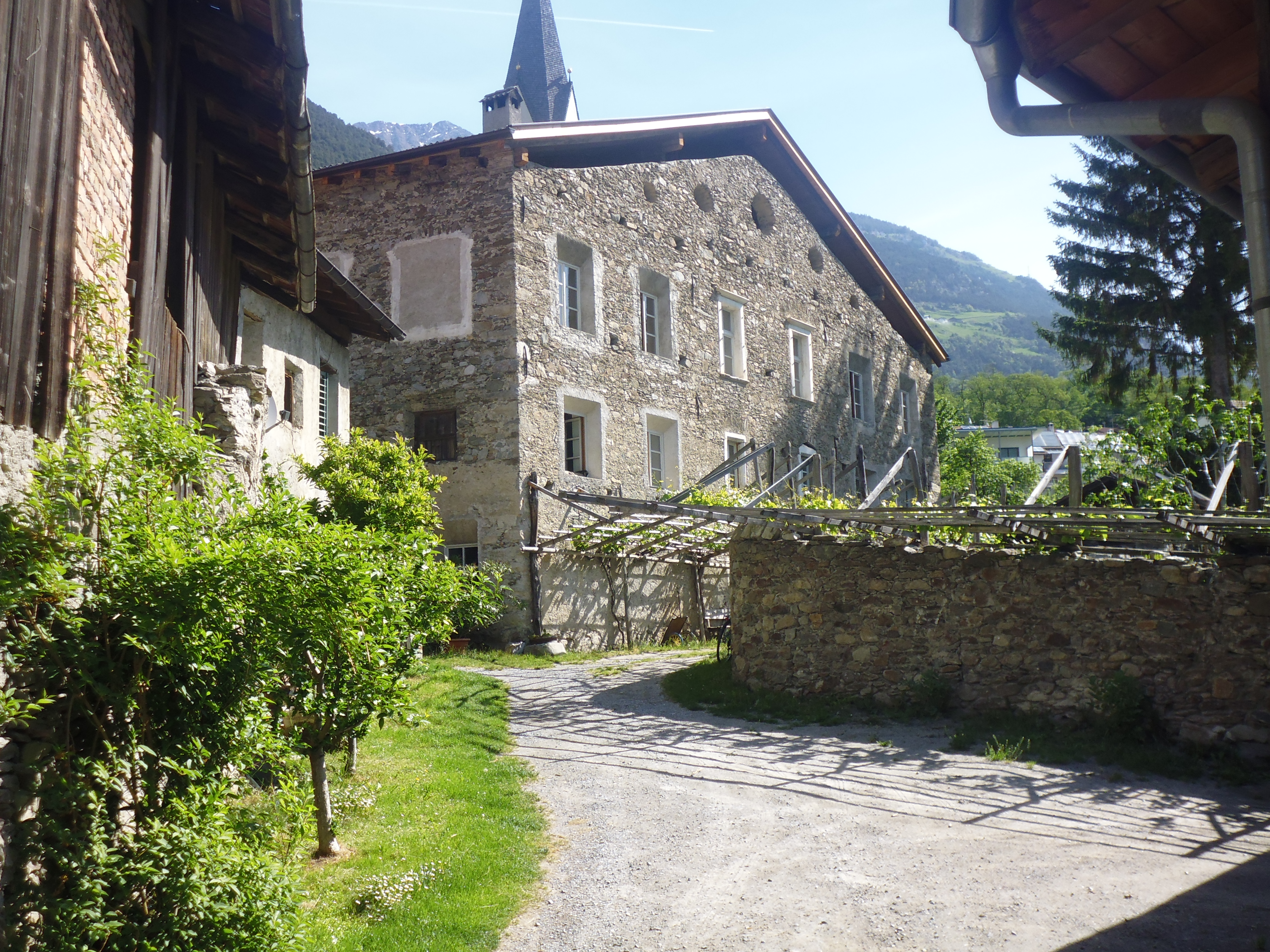
Schmalzhof Südseite

Der Schmalzhof ist ein bäuerliches Anwesen in der Fraktion Vetzan der Gemeinde Schlanders in Südtirol.

## Geschichte
Die ersten erwähnten Besitzer waren 1466 Hans Schmalzen und 1492 Christian Schmalzen, von denen sich der Hofnamen erhalten hat. Im Jahre 1523 werden die Herren von Froschauer als Eigentümer genannt, denen auch die Ansitze Untermoosburg, Obermoosburg und Schanzen in Goldrain gehörten. Von Franz Moritz Froschauer von Moßburg zu Mühlrein kam der Hof 1762 an die Familie Tappeiner, deren Nachfahren ihn bis heute bewirtschaften. Die Familie Froschauer, die 1637 geadelt wurde, war für den Erhalt der Kapelle St. Moritz in Allitz verantwortlich.

## Das Bauwerk
Vom Aussehen und den Abmessungen her ähnelt das Gebäude eher einem Ansitz als einem Bauernhof.
Es liegt unterhalb der Kirche St. Nikolaus, ist dreigeschossig und außergewöhnlich breit angelegt. Die heutige Bausubstanz verweist auf das 15. Jahrhundert, von dem ein mittelalterlicher Kernbau an der Nordostecke vorhanden ist. Dieser Kernbau wurde im noch im 15. Jahrhundert und im frühen 16. Jahrhundert in mehreren Schritten bis auf die heutige Größe erweitert. Im kreuzgratgewölbten Mittelflur des ersten Obergeschosses findet sich ein außergewöhnlich gut erhaltenes Kreuzigungsfresko aus dem Jahr 1509. Aus dieser Zeit stammt wahrscheinlich auch ein ursprünglich zweigeschossiger Anbau zur Talseite hin der über die ganze Breite des Hauses reicht. In ihm sitzt mittig eine gekehltes Spitzbogenportal. Die Fensterfassungen aus Marmor und das Sichtmauerwerk sind ebenfalls auf das frühe 16. Jahrhundert zurückzuführen. In der Südostecke könnte sich damals eine Schmiede befunden haben. Das 2. Obergeschoss wurde von den Herren von Froschauer im 17. Jahrhundert aufgesetzt. Dieses Obergeschoss ist mit einer linearen Fenstersetzung, teilweise weiß getünchten Putzfaschen und Marmoreinfassungen ausgestattet. In der Giebelwand befinden sich mehrere Oculi. Der Verputz wurde wahrscheinlich aus ästhetischen Gründen weggelassen.
Die zum Berg zeigende Rückseite liegt an der steil ansteigenden Dorfstraße, in der Abzweigung zur Meistergasse. Diese Rückseite ist dadurch in einem flachen, ausspringenden Winkel gestaltet, der das Gebäude beim Abgang der „Faller Lahn“ (Mure des Fallerbachs, auch „Vetzaner Lahn“ genannt) am 16. Juni 1840 wahrscheinlich vor der Vernichtung gerettet hat.
Durch den Anstieg der Straße ist das oberste Geschoss mit seiner Bergseite über dem Straßenniveau gelegen, die unteren sind in den Hang gebaut. Von der Dorfstraße führt heute eine Zugangstür in das oberste Geschoss des Hauses, an dessen westlicher Seite  mehrere Fenster vermauert sind.
Das Haus ist bewohnt.
Westlich daran angrenzend liegt das, ebenfalls unter Denkmalschutz stehende Haus Runggnöf.